# Вторая саудовско-хашимитская война
Вторая саудовско—хашимитская война (араб. الحرب السعودية الهاشمية الثانية‎) — военная кампания по завоеванию Хашимитского Королевства Хиджаз в 1924—1925 годах, развязанная Абдул Азиз Аль-Саудом и закончившаяся завоеванием Хиджаза и включением его в Саудовское государство.

## Предпосылки
Во время Первой мировой войны Хусейн ибн Али аль-Хашими поддержал англичан, и после войны, когда на территории бывшей Османской империи стали образовываться арабские государства, сам Хусейн стал королём Хиджаза. Абдалла ибн Хусейн, третий сын Хусейна, стал королём Ирака и Сирии, а его второй сын, Фейсал — королём Трансиордании и Сирии-Ирака. Старшего сына Али Хусейн планировал сделать наследником своих владений на Аравийском полуострове.
Конфликт между Хашимитским Королевством Хиджаз и Саудовским Султанатом Неджд был связан с претензиями Хусейна на главенство над всеми арабами и привел к Первой саудовско-хашимитской войне в 1919 году. В марте 1924 года Хусейн провозгласил себя халифом исламского мира, что привело к новому конфликту Хиджаза с Недждом. Война пошла неудачно для Хиджаза, и в октябре 1924 года Хусейн отрёкся от всех своих светских титулов в пользу Али.

## Ход военных действий
Поводом для возобновления военных действий между Недждом и Хиджазом стал запрет для паломников из Неджа совершить хадж к святым местам в Хиджазе. 29 августа 1924 года Абдул-Азиз начал военную кампанию против Хиджаза, напав на Эт-Таиф, который сдался без серьезного сопротивления. После падения Эт-Таифа объединенные силы Саудитов и ихванов двинулись на Мекку. Хусейн обратился к британцам за помощью, но получил отказ под предлогом невмешательства в религиозные споры. После того, как Абдалла, тогда бывший эмиром Трансиордаии, отказал Хусейну в помощи, он бежал из Мекки в Джидду. 13 октября 1924 года Мекка пала без борьбы. Исламская конференция, состоявшейся в Эр-Рияде 29 октября 1924 года, признала Мекку владением Абдул-Азиза Аль Сауда.
По ходу наступления саудовских сил и продолжения блокады Джидды, армия Хиджаза начала распадаться. 12 декабря 1925 года пала Медина, 12 днями позже − Янбу.
Заключительным этапом войны стало сражение при Джидде. Джидда была последним крупным городом, оставшимся в руках Хашимитов. Али укреплял город и готовил его к осаде, однако в конце концов, руководители Джидды решили сдать город Абдул-Азизу, а король Али бежал в Багдад через Красное море. Осада закончилась 17 декабря 1925 года.

## Последствия
После успешного захвата Хиджаза, Абдул-Азиз ибн Абдуррахман Аль Сауд был объявлен королём Хиджаза. Впоследствии, когда Хиджаз стал частью объединённого королевства  Неджда и Хиджаза, Абдул-Азиз был объявлен королём обоих государств.